# Eriphus immaculicollis
Eriphus immaculicollis là một loài bọ cánh cứng trong họ Cerambycidae.